# Liga Santa (1495)
La Liga Santa fue una serie de alianzas creadas por los Reyes Católicos mediante los matrimonios de sus hijos para reducir el poder de Francia.

## Descripción
En esta liga se encontraba la monarquía española formada por Castilla, Aragón,  Nápoles, Portugal, Inglaterra, Flandes, Austria y el Sacro Imperio Romano Germánico.
Para formar esta liga los reyes católicos casaron a sus cinco hijos, Isabel (1470-1498), Juan (1478-1497), Juana (1479-1555), María (1482-1517) y Catalina (1485-1536), con herederos al trono de distintos países europeos:
- Isabel de Aragón - casada con Manuel el afortunado (Portugal) Murió en 1498.
- Juan de Aragón - Heredero de Castilla y Aragón, casado con Margarita de Austria, hija de Maximiliano de Austria (Austria, Flandes y Borgoña) Murió en 1497, y su mujer perdió la niña que esperaba a los pocos meses de la muerte de este.
- Juana de Aragón - Futura reina de Castilla, casada con Felipe el hermoso, reinó junto a Felipe desde 1504 hasta 1506, después junto a su padre hasta 1516 y por último junto a su hijo hasta su muerte. Gracias a su marido, su hijo Carlos heredará Flandes y Austria junto a los reinos heredados por parte materna que son Castilla, Aragón y Nápoles y los territorios americanos.
- María de Aragón - Casada con Manuel el Afortunado después de la muerte de su hermana, será la madre de Juan III de Portugal y de Isabel de Portugal entre otros.
- Catalina de Aragón - Casada con Enrique VIII, tendrá solo una hija, María de Inglaterra que será reina de Inglaterra, y se casará con Felipe II.

Como resultado los dos primeros matrimonios fallarán, el matrimonio de Catalina no dio sus frutos por los problemas que tuvo para engendrar a un varón junto a Enrique VIII. María establecería otra alianza más con Portugal, ayudando a que en el siglo XVI Felipe II se apropie de este reino.
Al final la liga no conseguirá su cometido, pero unificó varios reinos europeos y convirtió a Carlos I en emperador del Sacro Imperio y rey de Castilla, Aragón, Países Bajos, Austria y Nápoles.